# Bích họa Trường Đại học Đông Dương
Bức tranh trên tường giảng đường Đại học Đông Dương cũ là một tác phẩm mỹ thuật hiện đại lớn nhất Việt Nam, nguyên tác do Victor Tardieu thực hiện cùng các cộng sự trong khoảng từ 1921 đến 1927. Bức họa có diện tích 77 m² và tái hiện khung cảnh xã hội Việt Nam đầu thế kỷ 20 với 200 nhân vật xuất hiện trong tranh. Có nguồn tin cho rằng tên gọi không chính thức của tác phẩm này là bức "Bà đầm xòe". Tên gốc chính thức của tác phẩm khi các tác giả được giao nhiệm vụ thực hiện ban đầu là La France Apportant à sa Colonie les Bienfaits de la Civilisation ("Nước Pháp Mang cho Thuộc địa các Lợi ích của nền Văn minh"), và khi được trưng bày là La Métropole, hay đầy đủ La Métropole: la science dispense au peuple d'Annam ses bienfaits ("Đô thị: Khoa học cung cấp cho người dân An Nam những lợi ích của nó"). Bản phục chế của bức họa hiện đang có mặt tại hội trường Ngụy Như Kon Tum, Trường Đại học Khoa học Tự nhiên, Đại học Quốc gia Hà Nội.

## Hoàn cảnh ra đời
Victor Tardieu đã đoạt giải Prix de l'Indochine vào năm 1920 và nhận phần thưởng cho phép tác giả đến Đông Dương và mang trở về Pháp các tác phẩm hội hoạ nói về vùng thuộc địa này. Ngày 2 tháng 2 năm 1921, ông đặt chân đến Đông Dương với dự định đi chu du tại xứ Đông Dương trong 6 tháng. Trong thời gian đầu ở Hà Nội, Tardieu được Paul Monet và Louis Marty giới thiệu hoạ sĩ Nam Sơn để đi theo phụ giúp và học việc từ ông. Monet là người sáng lập còn Marty là chủ tịch danh dự của Hội quán Sinh viên An Nam (Foyer des Étudiants annamites) nơi Nam Sơn đang tham gia.
Ngày 6 tháng 6 năm 1921, Toàn quyền Maurice Long đã ký một hợp đồng với Tardieu về việc trang trí trường Đại học Đông Dương, lúc đó đang được thiết kế và bắt đầu xây dựng. Theo bản hợp đồng này ghi lại, Tardieu phải:
1. Trang trí tiền sảnh lớn, mái vòm và ô tường ở hai bên lối ra vào chính tầng trệt, diện tích khoảng 163 m². Mái vòm sẽ có các hình vẽ trang trí và trong 4 gian sẽ có hình ảnh tượng trưng cho khoa học, nông nghiệp, công nghiệp và thương mại.[13] Phần trang trí này được vẽ trực tiếp lên tường trên nền vàng.[12]
2. Vẽ một bức tranh trong đại giảng đường tầng trệt rộng 11 m, cao 3,80 m ở trên bục giảng (diện tích 41,80 m²). Bức tranh này được vẽ trên vải và dán lên tường với đề tài kỷ niệm sự ra đời của Đại học Đông Dương, với hình chân dung của những người đã sáng lập ra đại học cùng các cộng sự,[6] tuỳ theo yêu cầu và sự chấp thuận của ngài Toàn quyền.[12]
3. Trang trí phòng Hội đồng tầng trệt bằng 4 bức tranh rộng 2,80 m, cao 4,20 m (diện tích 47 m²). Những bức tranh này được vẽ trên vải và dán lên tường, giới thiệu phong cảnh hoặc cảnh sinh hoạt bản xứ đại diện cho 4 nước thuộc Liên hiệp Đông Dương.[12]

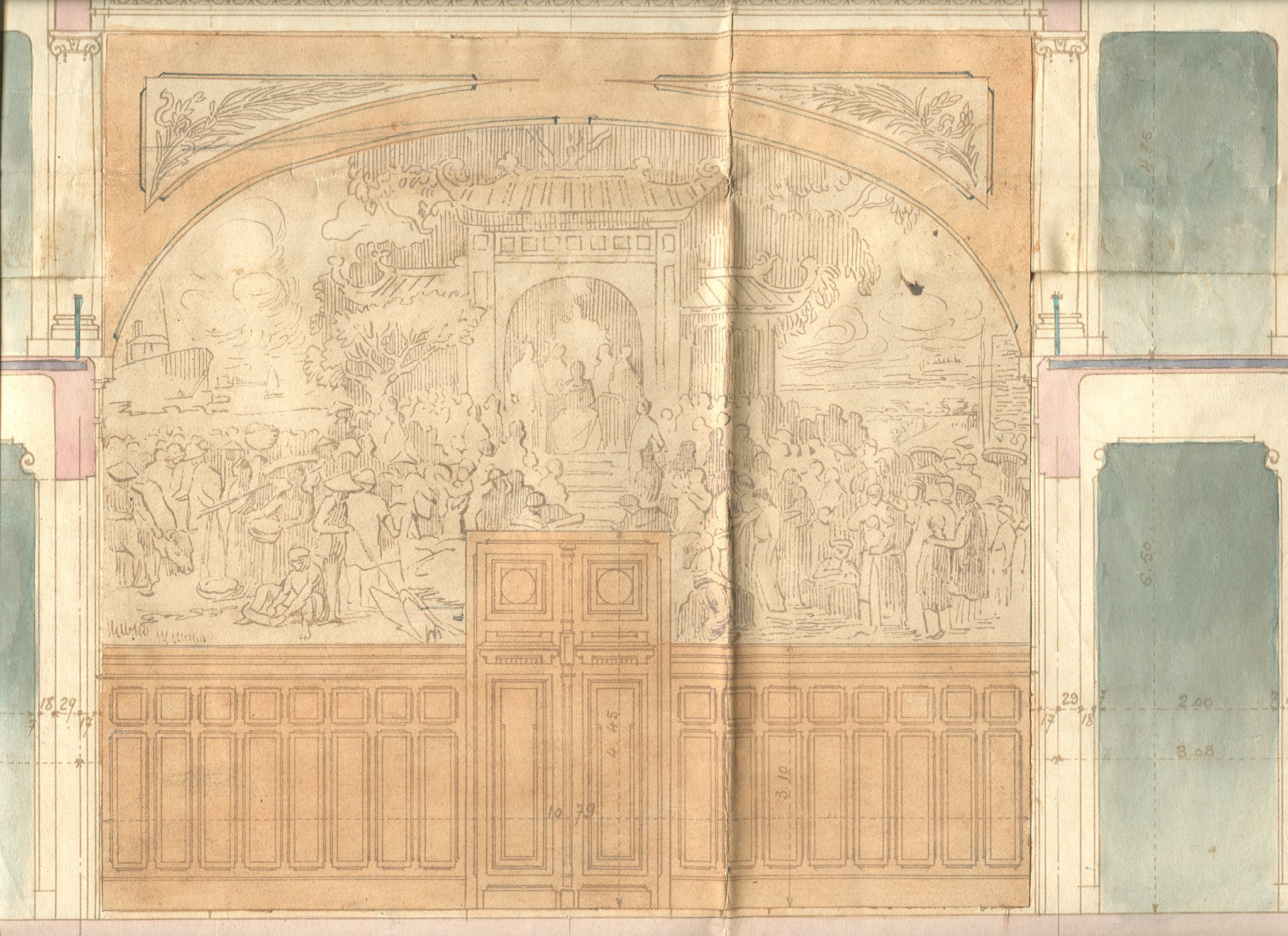
Bản phác thảo bích hoạ giảng đường Đại học Đông Dương, trong phối cảnh với không gian nền ở giảng đường, lưu tại Trung tâm Lưu trữ Quốc gia I ở Hà Nội, hồ sơ lưu số 372, hộp số 42, có chữ ký và nét bút của Victor Tardieu.

Victor Tardieu cam kết thực hiện trong vòng 1 năm sau khi nền tường được hoàn thành. Trước khi dự kiến quay trở lại Pháp, ông phải trình bản bản phác thảo đưa cho ngài Toàn quyền xét duyệt. Mức thù lao dành cho vị họa sĩ là 120.000 franc cộng thêm chi phí đi lại với vé hạng nhất Paris - Hà Nội và trong xứ Đông Dương, chi phí nguyên vật liệu và hỗ trợ nhân công và dàn giáo từ nhà thầu xây dựng. Theo một báo cáo trước đó, ngày 19 tháng 5 năm 1921, phần lớn công việc dự định được thực hiện tại Pháp, nhất là bức tranh lớn ở giảng đường, từ đó các bức vẽ sẽ được vận chuyển sang Việt Nam sau khi tòa nhà được xây xong. Bức tranh ở giảng đường dự kiến mang tên La France Apportant à sa Colonie les Bienfaits de la Civilisation ("Nước Pháp Mang cho Thuộc địa các Lợi ích của nền Văn minh").
Bức tranh tường ở giảng đường đòi hỏi nhiều công sức của vị hoạ sĩ. Trong bức thư gửi cho con trai Jean Tardieu vào ngày 25 tháng 7 năm 1921, Victor Tardieu đã viết "về khối lượng công việc khổng lồ" mà ông phải đảm đương, một mặt vì bức tranh được vẽ theo yêu cầu, nhưng mặt khác nếu muốn làm tốt công việc thì cần phải vẽ trực tiếp tại chỗ với những người mẫu trước mắt. Tardieu đã quyết định ở lại Hà Nội với thời gian lâu hơn dự kiến ban đầu để hoàn thành tác phẩm. Trong bức thư tiếp theo ngày 27 tháng 7 năm 1921, ông thổ lộ với con trai rằng trong khoảng thời gian thực hiện tác phẩm, những tiếp xúc đã mang đến cho ông cảm giác rằng bản thân ông đã "trở thành người An Nam" và những người An Nam mang trong mình sự thích thú mãnh liệt với khoa học.
Toà nhà chính của Đại học Đông Dương (tại đây có giảng đường dự kiến đặt tranh của Tardieu) lúc đầu vốn được thiết kế bởi Charles Lacollonge và Paul Sabrié, theo chỉ đạo của Adolphe Bussy với lối kiến trúc Tân cổ điển. Tuy nhiên vào năm 1922, trong lúc việc xây móng và chân công trình này (được gọi là "Sorbonne của Đông Dương") với gần 2.000 cọc gỗ lim đang hoàn thành, kiến trúc sư Ernest Hébrard đã tiếp quản công việc rồi cho tạm dừng việc thi công với khoản bồi thường 35 nghìn đồng cho nhà thầu. Hébrard là người đưa ra chỉ đạo thay đổi lối kiến trúc, trong đó đưa các yếu tố Á Đông vào công trình và thai nghén kiểu phong cách mới, được gọi là phong cách kiến trúc Đông Dương. Sự thay đổi này khiến tác phẩm của Tardieu cũng phải có những điều chỉnh.
Với thiết kế ban đầu của toà nhà Đại học Đông Dương, từ năm 1921, Tardieu đã phác thảo một dự án trang trí toàn diện phù hợp với chủ nghĩa kinh viện. Tardieu từng đề nghị sơn dòng chữ "La France apportant à sa colonie les bienfaits de la civilisation" ("Nước Pháp mang đến cho xứ thuộc địa những lợi ích của nền văn minh") nhằm đối lại câu "L'Indochine faisant hommage à la France de ses richesses" ("Đông Dương cảm phục nước Pháp vì sự giàu có"). Bản phác thảo tranh tường có hình một phụ nữ đại diện cho sức mạnh của nước Pháp tên là Marianne đang trong tư thế ngồi, xung quanh cô là 4 vị Toàn quyền Đông Dương–là những người đã sáng lập và phát triển Đại học Đông Dương từ năm 1906. Tuy nhiên với sự kết hợp văn hóa phương Đông và phương Tây theo lối kiến trúc mới, tác phẩm của Tardieu đã bố trí lại phía dưới cổng tam quan là hình ảnh tượng trưng cho sự tiến bộ (Allégorie du Progrès). Thay vì những chiếc cột như trong phác họa đầu tiên, các hàng chữ Hán được đưa vào cổng tam quan nhằm thể hiện triết lý phương Đông, trọng tri thức và trọng dụng nhân tài là gốc của khai hóa, kết hợp với tinh thần đề cao tiến bộ của tư tưởng phương Tây, tạo nên giá trị ý nghĩa mới cho tác phẩm.
Bản phác thảo đầu tiên của bức bích hoạ giảng đường Đại học Đông Dương được lưu tại Trung tâm Lưu trữ Quốc gia I ở Hà Nội, dự kiến lúc đầu của các tác giả là vẽ trổ một ô chữ nhật ở chính giữa bên dưới, dường như là để dành chỗ cho một cửa ra vào lớn bên dưới. Sau này khi lối kiến trúc giảng đường thay đổi thì không còn ô cửa này nữa, phần trổ vào ở tranh được vẽ như bàn làm việc cho vài nhân vật trong tranh, và khi đưa vào sử dụng sau đó thì được khoả lấp bởi một bảng ghi dòng chữ la tinh: "Alma Mater Ex Te Nobis Dignitas Ubertas Felicitas" ("Đại học sẽ cho ta Nhân phẩm, sự Giàu có, Hạnh phúc").[e] Hébrard còn thay đổi thiết kế toà nhà và điều chỉnh kích thước của gian phòng, làm cho bức tường nơi đặt tranh sẽ có hình vòng cung. Diện tích tranh tăng từ 41,80 m² lên 77 m² – rộng khoảng 11 mét và cao khoảng 7 mét.[d]
Tardieu đã sử dụng những gian nhà rộng rãi vốn được xây dựng cho nhà máy phát điện phục vụ Đấu xảo 1902, (chúng từng có thời gian được dùng làm điểm chứa hàng của Ga Hàng Cỏ) để thực hiện bức tranh lớn 77 mét vuông, bằng sơn dầu trên toan trong giai đoạn 1921 đến 1927. Ban đầu Tardieu gặp khó khăn trong việc tìm kiếm người mẫu bản xứ để đưa vào tranh. Nam Sơn đã hỗ trợ vị họa sĩ đi tìm người mẫu, và đôi khi tình nguyện làm mẫu cho Tardieu trong những lốt trang phục khác nhau như phẩm phục, triều phục hoặc nông phục. Nam Sơn cũng giúp thầy tìm hiểu văn hoá Việt Nam qua các chuyến thăm đình chùa, làng nghề thủ công vùng châu thổ sông Hồng. Trong quá trình hợp tác, Tardieu và Nam Sơn đã lên ý tưởng xây dựng một ngôi trường để dạy các kỹ thuật, nghệ thuật của Phương Tây.
Khi thiếu nguyên liệu tại chỗ, Tardieu phải đặt mua vải và màu vẽ từ Pháp và chở sang Việt Nam bằng tàu biển. Tháng 1 năm 1923, trong thư gửi cho con trai, Tardieu tin rằng "chưa từng có một bức tranh phức tạp hơn thế được thực hiện", ông đã thực hiện nó được 2 năm và vẫn chưa hoàn thành, tuy nhiên "nếu nói về bức tranh thuần tuý phụ thuộc vào ý thức của họa sĩ", thì bức tranh có thể xem là "cũng gần xong".
Cuối hè hoặc mùa thu năm 1924, việc thi công Đại học Đông Dương tái khởi động với chi phí thấp hơn thiết kế cũ do Hãng Aviat thực hiện dựa trên các bản vẽ mới của Gaston Roger theo chỉ đạo của Hébrard, dù vấp phải sự phản đối của tác giả ban đầu là Sabrié. Trong năm đó Tardieu đã quyết định ở lại hẳn Đông Dương để cùng Nam Sơn thành lập và phát triển trường mỹ thuật. Nghị định ngày 27 tháng 10 năm 1924 của Toàn quyền Martial Merlin chấp thuận đề xuất của Tardieu, qua đó cho thành lập Trường Mỹ thuật Đông Dương tại Hà Nội và ấn định khai giảng vào ngày 1 tháng 10 năm 1925. Địa điểm tạm thời ban đầu của Trường Mỹ thuật Đông Dương cũng chính là khu nhà Tardieu sử dụng để vẽ tranh tường Đại học Đông Dương, tọa lạc ở số 124 phố Hàng Lọng (route Mandarine). Tardieu ký hợp đồng làm hiệu trưởng ngôi trường vào ngày 24 tháng 11 năm 1924. Công việc với tác phẩm tranh tường có thể bị gián đoạn năm 1925 bởi Tardieu về Pháp cùng Nam Sơn nhằm giúp Tardieu tuyển dụng giảng viên cho trường còn Nam Sơn đi học bổ túc trình độ.
Trong quá trình xây dựng từ nửa cuối năm 1924 đến cuối năm 1926, công trình tòa nhà chính của Đại học Đông Dương nhiều lần bị gián đoạn do thay đổi thiết kế, dẫn đến 4 bản thiết kế khác nhau tính đến tháng 11 năm 1925 và do thiếu nguyên vật liệu. Từ 1926, bản thân Tardieu cũng cần dành thời gian cho các hoạt động của trường Mỹ thuật Đông Dương. Khoảng năm 1927 đến 1928, khâu xây dựng Đại học Đông Dương đi vào hoàn thành, và bức tranh của Tardieu bắt đầu được treo giảng đường của Đại học Đông Dương trong thời gian này. Tính đến tháng 12 năm 1927 đã có khoảng 20 lần phải điều chỉnh kích thước của bức tranh do thay đổi thiết kế của công trình. Ngày 5 tháng 7 năm 1928, bức tranh rời xưởng vẽ của vị họa sĩ để đưa đến giảng đường. Do bức tường cong gây khó khăn cho việc dán tranh vào tường, nên một chuyên gia dán tranh từ Sài Gòn đã được cử ra Hà Nội để thực hiện công việc này. Bức tranh, cùng giảng đường và tòa nhà được dự định đưa vào sử dụng từ khóa học 1928-1929, cũng là năm mà Đại học Đông Dương (Université Indochinoise) bắt đầu được nhắc đến trong nhiều tài liệu là Đại học Hà Nội (Université de Hanoï), hoặc Đại học Đông Dương Hà Nội (Université Indochinoise de Hanoï). Cuối tháng 2 năm 1929, bức tranh có lễ ra mắt công chúng tại giảng đường lớn của Đại học Hà Nội trong một buổi hội thảo của Hội cựu học sinh trường Albert Sarraut với bài phát biểu ngắn của toàn quyền Pasquier. Trong 8 năm từ lúc thai nghén đến khi ra mắt, bức tranh đã thu hút nhiều ý kiến, có người cho rằng chi phí dành cho bức tranh – tổng cộng lên tới một triệu franc tính đến ngày ra mắt – là quá tốn kém.
Do ở trong điều kiện khí hậu nóng ẩm và là chứng tích của thực dân nên tác phẩm đã bị sơn phủ trắng, sau khi Việt Nam giành độc lập từ Pháp. Kể từ năm 1954 thì không còn thấy bức tranh trong giảng đường Đại học Hà Nội nữa.
Năm 2006, theo quyết định của Đại học Quốc gia Hà Nội, nhân kỷ niệm 100 năm thành lập Đại học Đông Dương – tiền thân của Đại học Quốc gia Hà Nội ngày nay, bức tranh được lên kế hoạch phục chế lại trong vòng 3 tháng do hoạ sĩ Hoàng Hưng cùng các cộng sự thực hiện với sự giúp đỡ của bà Alix Turolla Tardieu – cháu nội họa sĩ Victor Tardieu.

## Miêu tả
Với diện tích 77 m², bức tranh tái hiện khung cảnh xã hội Việt Nam đầu thế kỷ 20 với sự có mặt của khoảng 200 nhân vật; đây là tác phẩm mỹ thuật hiện đại lớn nhất Việt Nam, khiến cho Victor Tardieu đã phải mất 6 năm để hoàn thiện. Nội dung của bức tranh là sự kết hợp giữa văn hóa bản địa và văn minh phương Tây.
Ở vị trí trung tâm tác phẩm là chiếc cổng tam quan truyền thống của làng quê Việt Nam nằm dưới tán cây cổ thụ. Trán cửa ghi bốn chữ Hán: Thăng đường nhập thất (升堂入室)[a], một câu thành ngữ có xuất xứ từ sách Luận ngữ của Khổng Tử. Câu thành ngữ được dịch nghĩa là tài nghệ hoặc công phu học tập có nông sâu khác nhau, được dùng để chỉ những người nghiên cứu học thuật và kỹ thuật được thầy dạy đến nơi đến chốn.[b]
Cạnh cổng chính phía bên trái là cây hoa đại, một hình ảnh tiêu biểu ở Việt Nam. Hai bên cột của cổng chính đăng đôi câu đối:
人才國家之原氣 Nhân tài quốc gia chi nguyên khí
大學教化之本元 Đại học giáo hóa chi bản nguyên
Tức:
Nhân tài là nguyên khí quốc gia
Đại học là gốc của giáo hóa
Ở chính giữa cổng tam quan là hình ảnh một người phụ nữ Pháp tay cầm sách, tay cầm bút ẩn hiện mờ ảo – hình tượng phúng dụ của sự phát triển (tiếng Pháp: Allégorie du Progrès); đây là nhân vật tượng trưng cho đà tiến hóa hiện đại, tay cầm sách biểu tượng cho việc dùng trí tuệ để thăng tiến.
Nhiều người Pháp lẫn người Việt đều ngước nhìn lên cổng tam quan và hình tượng tôn thờ sự tiến bộ. Theo những ghi chép của hoạ sĩ Victor Tardieu do gia đình của cố họa sĩ còn lưu giữ, trong số các nhân vật mà Victor khắc họa có hình của những nhà lãnh đạo (chẳng hạn như bốn vị Toàn quyền Đông Dương Paul Doumer, Jean Baptiste Paul Beau, Albert Sarraut, Maurice Long), hoặc từng công tác, giảng dạy tại Đại học Đông Dương từ những thời kỳ đầu. Một tờ báo địa phương tường thuật buổi lễ ra mắt bức tranh cũng ghi nhận các nhân vật có trong tranh là "Bác sĩ Cognacq,[c] Ngài Albert Sarraut, Ngài Baudoin, ông Varenne đến từ xứ Auvergne, và một vài vị quan". Tác giả Victor Tardieu cũng có mặt trong bức tranh cùng với cậu con trai mình là nhà thơ Jean Tardieu, người cùng sống với cha tại Hà Nội từ năm 1929 đến 1931; trong tranh hai cha con đứng ở hàng trên ngoài cùng bên phải và đang chiêm ngưỡng cổng tam quan. Trên khoảng không gian rộng trước cổng tam quan, họa sĩ cho phục hoạt một cách sinh động chân dung của những con người đương thời từ nhiều tầng lớp xã hội, cả người Pháp lẫn những cư dân bản xứ. Họ thực hiện các động tác thể hiện các chuyên môn khác nhau mà ngôi trường sẽ đào tạo: bác sĩ thú y điều trị một con bò, các nhà hóa học thực hiện phân tích, bác sĩ thực hiện việc kích thích, tiêm vắc-xin và nhổ, quan tòa đang tranh biện, luật sư đang trò chuyện, kỹ sư nông nghiệp cho nông dân thấy cách dùng chiếc máy cày hiện đại. Ở phía xa thể hiện cảng Hải Phòng với bên trái là hình tàu Paul Lecat và một số tàu ở bến cảng, còn bên phải là nhà máy xi măng và một tòa nhà lớn đang được thi công.
Bức tranh sơn dầu trên toan rộng khoảng 11 mét và cao khoảng 7 mét,[d] được dán trên bức tường lõm vòng cung, bên trên bục giảng của giảng đường lớn, tòa nhà chính của Đại học Đông Dương (Université Indochinoise), còn gọi là Đại học Hà Nội (Université de Hanoï) từ 1929 (nay là hội trường Ngụy Như Kon Tum, Trường Đại học Khoa học Tự nhiên, Đại học Quốc gia Hà Nội, 19 Lê Thánh Tông, Hà Nội). Giảng đường có chiều rộng gần tương đương với chiều rộng bức tranh, tức khoảng 11 mét,[d] dài khoảng 20 mét,[d] cao khoảng 13,5 mét. Nằm ở chính giữa, đối diện và hướng về bục giảng và bức tranh, là dãy ghế cao dần về phía sau, một tầng ghế thứ hai ở cuối, và một tầng thứ ba có các ban công và dãy ghế. Kiến trúc của giảng đường nói riêng và của toà nhà nói chung được dựng theo phong cách kiến trúc Đông Dương, lấy ánh sáng tự nhiên từ hàng cửa sổ hướng ra đường lớn và từ trần kính. Ở chính giữa phía bên dưới bức tranh có treo bảng ghi dòng chữ la tinh: "Alma Mater Ex Te Nobis Dignitas Ubertas Felicitas" ("Đại học sẽ cho ta Nhân phẩm, sự Giàu có, Hạnh phúc"), che đi một phần bức tranh vốn được vẽ như bàn làm việc của vài nhân vật trung tâm.[e]

## Phục chế

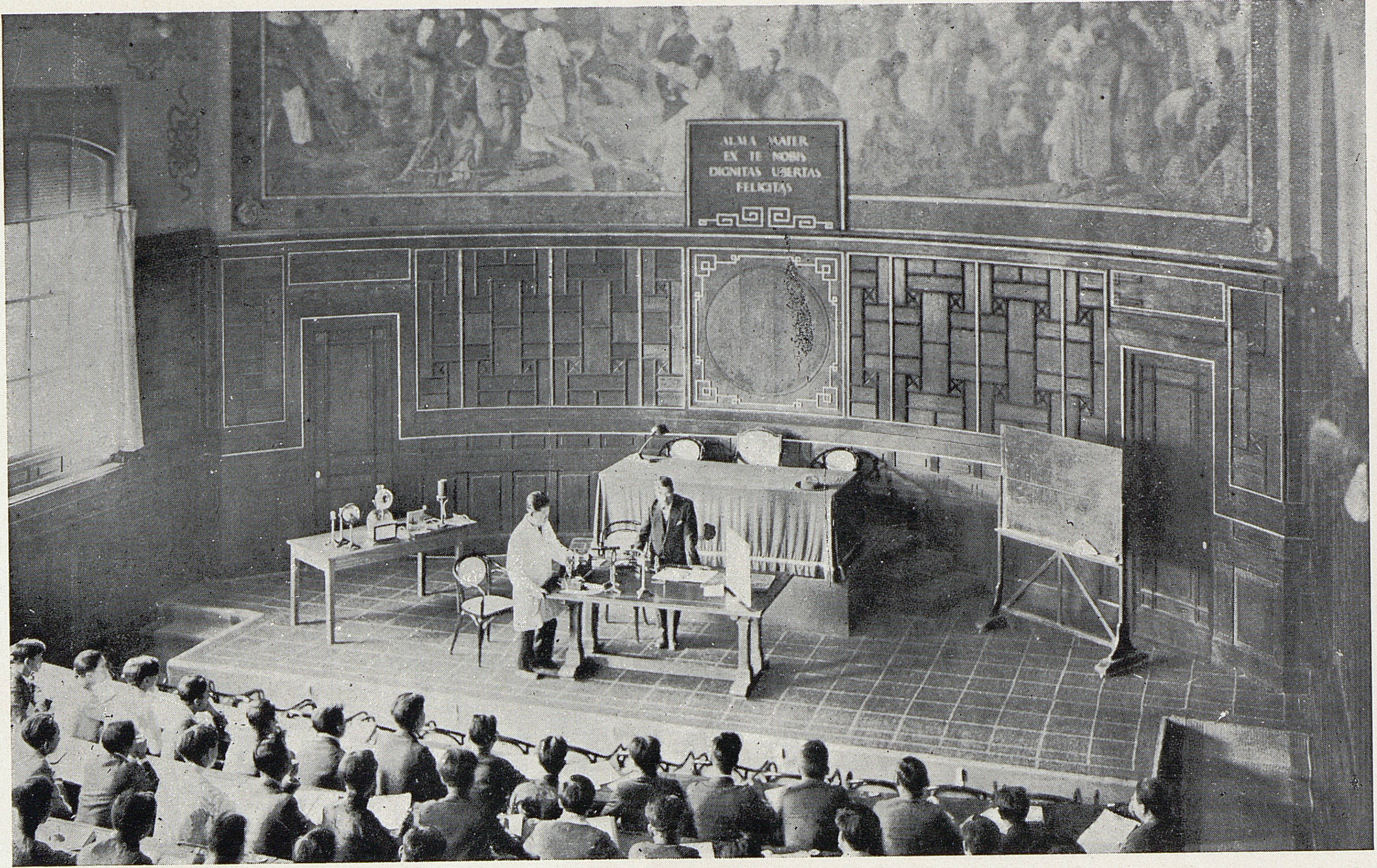
Tranh được trưng bày bên trên bục giảng của giảng đường lớn, tòa nhà chính của Đại học Hà Nội (thời điểm ghi hình khoảng 1929 - 1931).
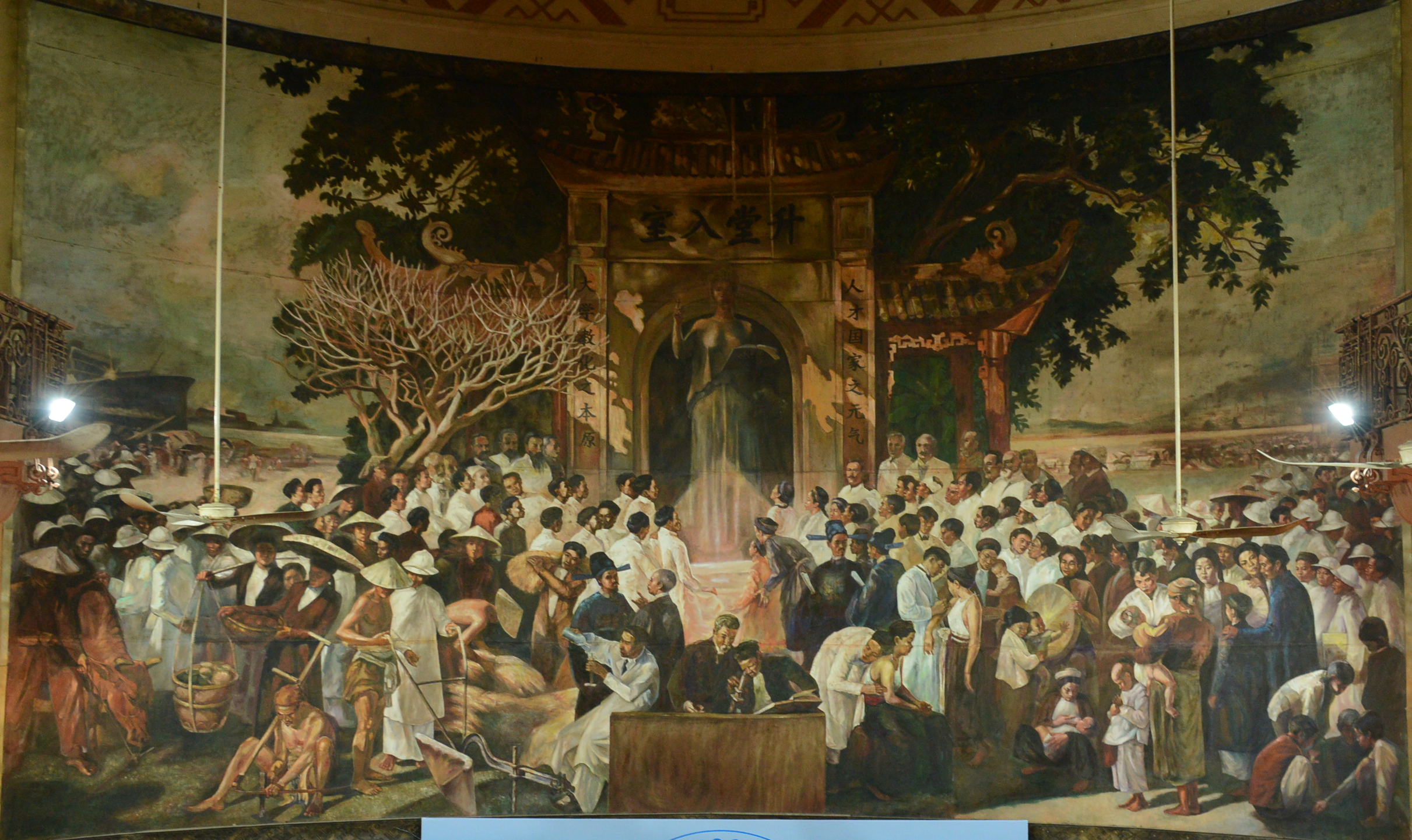
Tranh tường phục chế lại, tại hội trường Ngụy Như Kon Tum, Trường Đại học Khoa học Tự nhiên, Đại học Quốc gia Hà Nội, 19 Lê Thánh Tông, Hà Nội.

Do ở trong điều kiện khí hậu nóng ẩm và là chứng tích của thực dân nên tác phẩm đã bị sơn phủ trắng, rồi bị dỡ bỏ sau khi Việt Nam giành độc lập từ Pháp. Vào năm 2006, nhân dịp kỷ niệm 100 năm ngày thành thành lập Đại học Đông Dương, ban Giám đốc Đại học Quốc gia Hà Nội đã quyết định phục dựng lại tác phẩm này với sự đồng ý và giúp đỡ của bà Alix Turolla Tardieu – cháu nội họa sĩ Victor Tardieu. Alix Turolla Tardieu đã gửi thư cảm ơn Đại học Quốc gia Hà Nội vì đã "một lần nữa tôn vinh ông nội" của bà và cũng nhấn mạnh rằng Tardieu "sẽ rất cảm kích ghi nhận tình cảm của một dân tộc mà ông đã dành trọn trái tim và sức lực của mình".
Dựa trên những bức ảnh chụp nguyên mẫu họa phẩm (phần nhiều do Alix Turolla Tardieux cung cấp), họa sĩ Hoàng Hưng cùng 10 đồng nghiệp đã làm việc ngày đêm trong vòng 3 tháng nhằm phục dựng lại bức tranh này trên giảng đường lớn của Đại học Đông Dương cũ, nay nằm tại hội trường Ngụy Như Kon Tum, Đại học Khoa học Tự nhiên, Đại học Quốc gia Hà Nội, 19 Lê Thánh Tông, Hà Nội. Nhóm phục dựng chia làm 3 ê-kíp theo chỉ đạo của Hoàng Hưng: một tổ phụ trách dựng công trường, sử dụng dàn giáo 40 chiếc để đo từng khoảng tường, 2 tổ còn lại thì chịu trách nhiệm vẽ lại từng phần bức tranh bằng sơn dầu trên giấy toan thông qua bức ảnh tái hiện. Các phần rời rạc của tranh sau đó được ghép lên tường thành một bức vẽ hoàn thiện. Khâu phục dựng gặp khó khăn bởi thiếu thông tin về chi tiết và màu sắc ở nhiều mảng nội dung, khiến Hoàng Hưng phải tham khảo ý kiến của một số nhân chứng.
Bản vẽ lại của Hoàng Hưng bị một số người đánh giá là sai màu và có những chi tiết khác so với bản gốc, tuy vậy vẫn có nhân chứng ủng hộ phần màu sắc và một số chi tiết đưa thêm vào. Tạp chí điện tử Người đưa tin đã nêu hai luồng ý kiến trái ngược về tác phẩm trong một bài viết của ấn phẩm năm 2012. Có ý kiến cho rằng tác phẩm là chứng tích của thực dân và không nên để ở ngay trong Trường đại học Khoa học Tự nhiên; tuy nhiên ở phía đối lập, nhiều người lại coi trọng giá trị hội họa đặc sắc cần được bảo vệ ở tác phẩm.

Các tác phẩm ở trường Mỹ thuật Đông Dương.

## Tác phẩm liên quan
Victor Tardieu sở hữu một số bức họa chứa nội dung tương đồng với một số nhân vật đã có mặt trong bức tranh tường Đại học Đông Dương; chúng được liệt kê ở bảng dưới đây. Một số bức họa dưới đây đã được bán đấu giá với giá trị lên đến hàng trăm nghìn đô la. Trong số những tác phẩm liên quan có một số bản vẽ nghiên cứu phục vụ  cho việc xây dựng bức tranh tường của Đại học Đông Dương. Đến nay, chỉ còn 4 bản vẽ nghiên cứu được lưu trữ lại sau khi phần lớn bộ sưu tập ở xưởng vẽ Tardieu bị thiêu hủy. Trong số 4 bản vẽ nghiên cứu đó, bức cuối cùng được đem đấu giá tại Paris năm 2018 và được Bảo tàng Pasifika ở Bali mua với giá 355.600 euro.
Một số bản vẽ trong các tác phẩm nói trên cũng có nhiều phiên bản, với kích thước và nội dung có sự khác biệt.[f][g]
| Tranh                                                        | Tên, chất liệu, cỡ, năm, giá | Vị trí xuất hiện trong tranh tường |
| ------------------------------------------------------------ | --- | ---------------------------------- |
|                                                              | Maternities (Mẫu tử),[f] than và phấn, 75,5x54 cm, 1925, HK$367.500 (8 tháng 4 năm 2008 ở Hồng Kông) | Vị trí Maternities                 |
|                                                              | La Vaccination (Tiêm vắc xin), sơn dầu, 119x90 cm, 1923, HK$1.220.000 (17 tháng 5 năm 2012 ở Hồng Kông) | Vị trí La Vaccination              |
|                                                              | Vietnamienne à l'enfant (Người phụ nữ Việt bế con), sơn dầu, 120x98 cm, 1922-1925, HK$1.000.000 (29 tháng 5 năm 2016 ở Hồng Kông) | Vị trí Vietnamienne à l'enfant     |
|                                                              | A Noble Family (Gia đình ông quan), được lưu ở gia đình Alix Turolla Tardieu, cháu nội Victor Tardieu | Vị trí Noble Family                |
|                                                              | Bức vẽ nghiên cứu phục vụ tranh tường Đại học Đông Dương La Métropole: la science dispense au peuple d'Annam ses bienfaits (Đô thị: Khoa học cung cấp cho người dân An Nam những lợi ích của nó), sơn dầu, 100x120 cm, 1924-1925, €355.600 (15 tháng 10 năm 2018 ở Paris) | Vị trí bức vẽ nghiên cứu này       |
|                                                              | Một bức vẽ được lưu ở gia đình Alix Turolla Tardieu | Vị trí bức vẽ này                  |
|                                                              | La Tonkinoise Au Panier (Cô gái Bắc bộ với cái Rổ), sơn dầu, 108x80 cm, 1923, HK$1.600.000 (25 tháng 5 năm 2014 ở Hồng Kông) | Vị trí La Tonkinoise Au Panier     |
|                                                              | Vietnamese Girl (Cô gái Việt), sơn dầu, 61x84 cm, ?, S$72.000 (16 tháng 4 năm 2006 ở Singapore) | Vị trí Vietnamese Girl             |
|                                                              | Một bức vẽ khác được lưu ở gia đình Alix Turolla Tardieu | Vị trí bức vẽ này                  |
| Vietnam University of Fine Arts art works in early 1930s.jpg | Một bức vẽ khác, có hình ảnh bác sĩ áp tai vào lưng nữ bệnh nhân,[g] trưng bày ở xưởng vẽ trường Mỹ thuật Đông Dương khoảng năm 1930-1931 | Vị trí bức vẽ này                  |
|                                                              | Bức vẽ Cô gái Hà Nội, hay Thiếu nữ Hà Nội,[h] là phiên bản không đang bế em bé, của một nhân vật đứng bên phải La Vaccination, từng được lưu ở gia đình Alix Turolla Tardieu                                                                                              | Vị trí Thiếu nữ Hà Nội             |

## Các nguồn trích dẫn
- Simonetti, Marie Agathe (2016). The Ecole des Beaux-Arts de l'Indochine: Victor Tardieu and French Art Between the Wars (PDF) (MA). University of Illinois at Chicago.
- Direction Generale de l'Instruction Publique, Gourvernement General de l'Indochine (1933). Annales de l'Université de Hanoi. Quyển 1. Hanoi: Imprimerie d'Extreme-Orient. Lưu trữ bản gốc ngày 31 tháng 1 năm 2021. Truy cập ngày 7 tháng 8 năm 2020.
- Direction Generale de l'Instruction Publique, Gourvernement General de l'Indochine (1931). Trois Écoles d'Art de l'Indochine. Hanoi: Imprimerie d'Extreme-Orient.